# Les Chasses de novembre
Les Chasses de novembre est un roman de René Laporte paru en 1936 aux éditions Denoël et ayant reçu le prix Interallié la même année.

## Éditions
- Les Chasses de novembre, éditions Denoël, 1936.